# Dulces Nombres
Dulces Nombres är en ort i Mexiko.   Den ligger i kommunen Apaseo el Grande och delstaten Guanajuato, i den centrala delen av landet, 200 km nordväst om huvudstaden Mexico City. Dulces Nombres ligger 1 793 meter över havet och antalet invånare är 216.
Terrängen runt Dulces Nombres är platt söderut, men norrut är den kuperad. Runt Dulces Nombres är det ganska tätbefolkat, med 149 invånare per kvadratkilometer. Närmaste större samhälle är El Pueblito, 19,2 km öster om Dulces Nombres. Trakten runt Dulces Nombres består till största delen av jordbruksmark.